# مغامرات توم سوير (أنمي)
 توم سوير (باليابانية:トム・ソーヤーの冒険) مسلسل رسوم متحركة ياباني من أخراج هيروشي سايتو. كان البث الأول لمسلسل في عام 1980. وهذا المسلسل مقتبس اصلا عن رائعة مارك توين مغامرات توم سوير.
ثمة اختلاف طفيف فيما بين السير الدرامي لمسلسل وحبكة الرواية إلا أن هذا لم يفقد المسلسل حلاوته ومتعته.
قامت مؤسسة الإنتاج البرامجي المشترك بدبلجة المسلسل إلى العربية.حقق المسلسل نجاح مذهلا.
في عام 2015 قام مركز الزهرة بدبلجة المسلسل إلى العربية وتم عرض المسلسل على قناة سبيس تون

## نسخة مؤسسة الإنتاج البرامجي المشترك

### الشخصيات
- توم سوير (توم
- سوير) بطل الرواية.نور الهدى صبري
- هاك (هكبلري فن) صديق البطل الحميم. سعاد جواد
- بيكي (ربيكا ثاتشر)
- بني
- بلي
- ماري أخت توم.
- سيد أخو توم
- سالي
- جيم الخادم الأسود المطيع.
- سيلا
- أيمي
- بيتر القط

### طاقم العمل
الممثلون:
- سعاد جواد - هاك
- نور الهدى صبري - توم سوير
- عواطف نعيم - خالة توم
- منتهى محمد رحيم (مدرجة باسم منتهى رحيم)
- فلاح هاشم
- مسافر عبد الكريم - إنجانجو
- قاسم الملاك - أستاذ توم
- عصمت محمود
- حسين البدر - الخادم الزنجي
- طارق عبد اللطيف
- علي إبراهيم
- إيمان حسين (مدرجة باسم ايمان حسين)
- فاتن الجراح
- حليم خضير
- سالم شفيق
- سعد عباس
- عادل النجار
- رضا مهدي
- نضال حابس (غير مدرج)

### النسخة العربية

#### المقدمة
- قصة: مارك توين
- ENOKI FILM - طوكيو
- إخراج الحوار: د. فائق الحكيم

#### النهاية
- ترجمة وإعداد: محمد قدورة
- إشراف لغوي: محمد هاشم
- الفنيون: عبد العزيز الجسمي، بدر الحريص، دليم المطيري، محمد العتيبي
- مونتاج: أحمد بكر
- إدارة الإنتاج: فهد العباد
- مساعد إنتاج: محمد صابر
- خطوط: يوسف العجوز
- تليسنما وفيديو: فيصل القلاف، حبيب الشراح، فهمي موسى، جونفاتري شاه، جميل الكندري
- تأليف الأغاني: فلاح هاشم
- ألحان: غازي الشرقاوي
- هندسة ومونتاج فيديو: إسماعيل الدوسري
- الإشراف الفني: د. فائق الحكيم
- توزيع النسخة العربية: مؤسسة الإنتاج البرامجي المشترك

لدول الخليج العربي
المقر الرئيسي: الكويت

## نسخة مركز الزهرة

### الشخصيات
- توم سوير (توماس سوير) بطل الرواية.أميرة حذيفي في أول الحلقات وأكملت الدور رغدة الخطيب
- هاك (هكبلري فن) صديق البطل الحميم. حنان شقير
- بيكي (ربيكا ثاتشر)
- بني
- بلي
- ماري
- سيد أخو توم
- سالي
- جيم الخادم الأسود المطيع.
- سيلاس
- أيمي
- بيتر القط

### طاقم العمل
الممثلون:
- أميرة حذيفي - توم سوير (الحلقات الأولى)، ليزيت، العمة سالي
- حنان شقير - هاك
- فاطمة سعد - خالة بولي
- محمد خير أبو حسون
- رأفت بازو - الطبيب ميتشل، ماف
- آمال سعد الدين - سيد
- رغدة الخطيب - توم سوير (باقي الحلقات)، جو
- فدوى سليمان - بن
- لينا ضوا - الفريد
- زياد الرفاعي - جيم
- نضال حمادي - ارثر
- عادل أبو حسون
- باسل الرفاعي - عمدة القرية
- محمد مصطفى (غير مدرج)
- رائد مشرف - المحقق (غير مدرج)
- خلدون قاروط - زوج العمة سالي (غير مدرج)
- آمنة عمر - بيني (غير مدرج)
- إيهاب حداقي (غير مدرج)
و
- يحيى الكفري - الاستاذ دوبنز
- مأمون الرفاعي - والد بن، والد هاك
- مروان فرحات - والد جو

## روابط خارجية
- مغامرات توم سوير على موقع IMDb (الإنجليزية)
- مغامرات توم سوير على موقع روتن توميتوز (الإنجليزية)
- مغامرات توم سوير على موقع فيلمافينيتي (الإسبانية)
- مغامرات توم سوير على موقع كينوبويسك (الروسية)
- مغامرات توم سوير على موقع ألو سيني (الفرنسية)
- مغامرات توم سوير على موقع قاعدة بيانات الفيلم (الإنجليزية)
- مغامرات توم سوير على موقع ANN anime (الإنجليزية)